# Haus Grund
Das Haus Grund in Darmstadt, Dieburger Straße 203, ist ein großbürgerliches Wohnhaus, das der Architekt Peter Grund 1949–1950 als eigenen Wohnsitz baute.
Das Gebäude wurde als Wohn- und Atelierhaus mit einer Grundfläche von rund 260 Quadratmetern konzipiert. Stilistisch kann das Haus als eine Weiterentwicklung der Architektur der 1920er-Jahre angesehen werden.
Das Haus wirkt auf der Nordseite zur Dieburger Straße hin eher geschlossen, während es auf der Südseite mit vielen Fenstern und verglasten Türen zum Garten geöffnet ist. Das anderthalbgeschossige Haus besitzt ein Pultdach, das nach der Südseite hin ansteigt. Die Fassaden werden durch hell-dunkel-Kontraste charakterisiert, wobei sich aus dem langgestreckten Baukörper, den Fenstervergitterungen und der über Eck laufenden Verglasung der Veranda eine Horizontalbetonung ergibt. In der Ostfassade finden sich runde Fenster. Das farbig verglaste Fenster auf der Westseite des Hauses ist ein Werk von Helmut Lander.
Zum Garten gehört auch ein mit Natursteinplatten eingefasstes Wasserbecken. 
Das Haus Grund ist ein typisches Beispiel für die Nachkriegsmoderne in Darmstadt und steht unter Denkmalschutz.